# Neuenkirchen-Vörden
Neuenkirchen-Vörden település Németországban, azon belül Alsó-Szászország tartományban. Lakosainak száma 9245 fő (2023. december 31.). Neuenkirchen-Vörden Damme, Holdorf, Gehrde, Rieste, Bramsche, Ostercappeln és Bohmte községekkel határos.

## Fekvése
Ankum keleti szomszédjában fekvő település.

## Története
Neuenkirchen valószínűleg a 11. században jött létre. A terület hovatartozása a középkorban számos vitát váltott ki Osnabrück és Münster között.
Vörden nevét 1341-ben említették először. A középkorban vár is épült itt, és 1643-tól 7 évig ebben a várban tartózkodott Gustav Gustavson, a svéd király, Gusztáv Adolf fia, és itt is halt meg 1654-ben. Vörden egy ideig székhelye volt az Osnabrücki Püspökségnek is.

## Képek

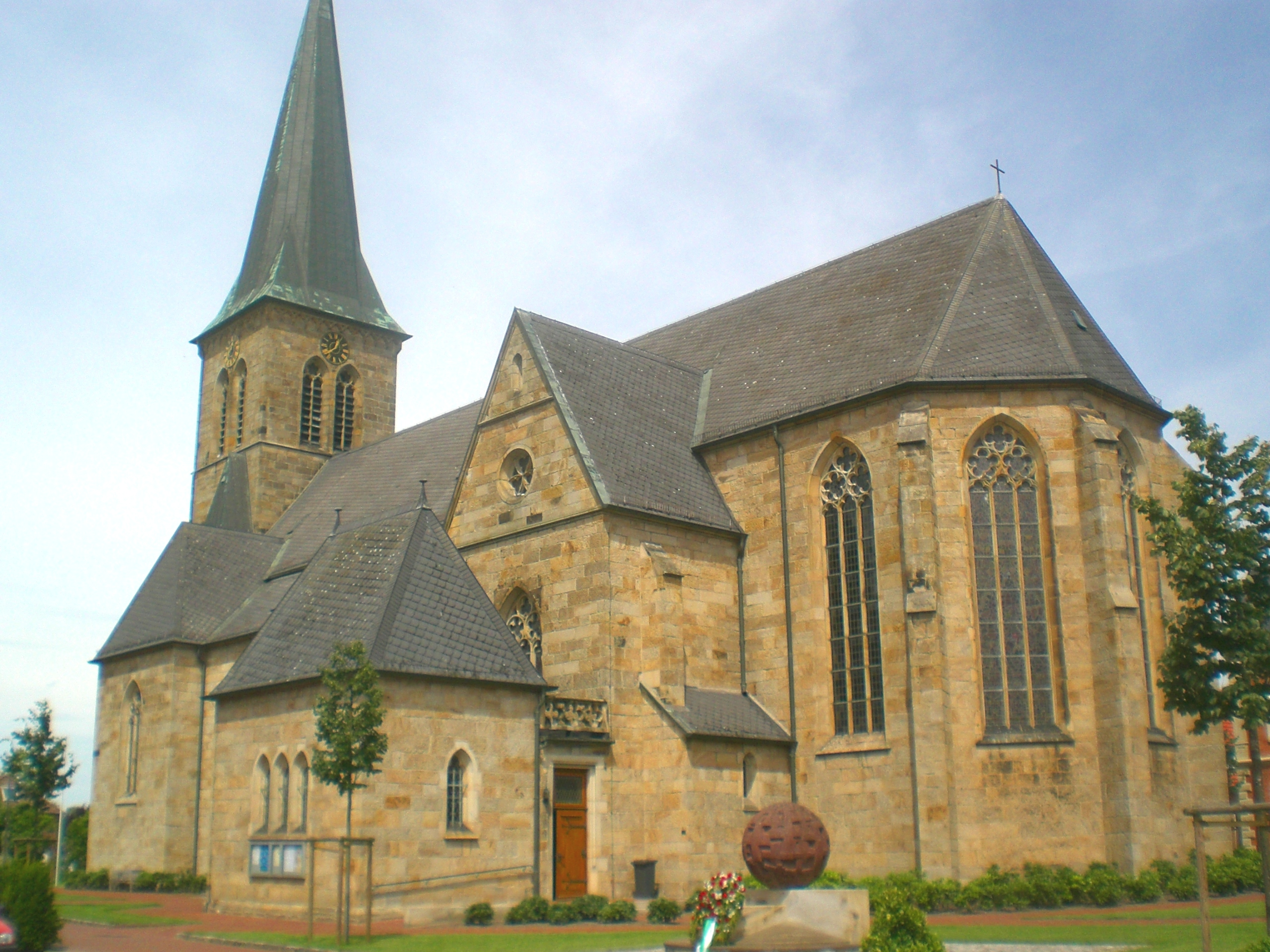
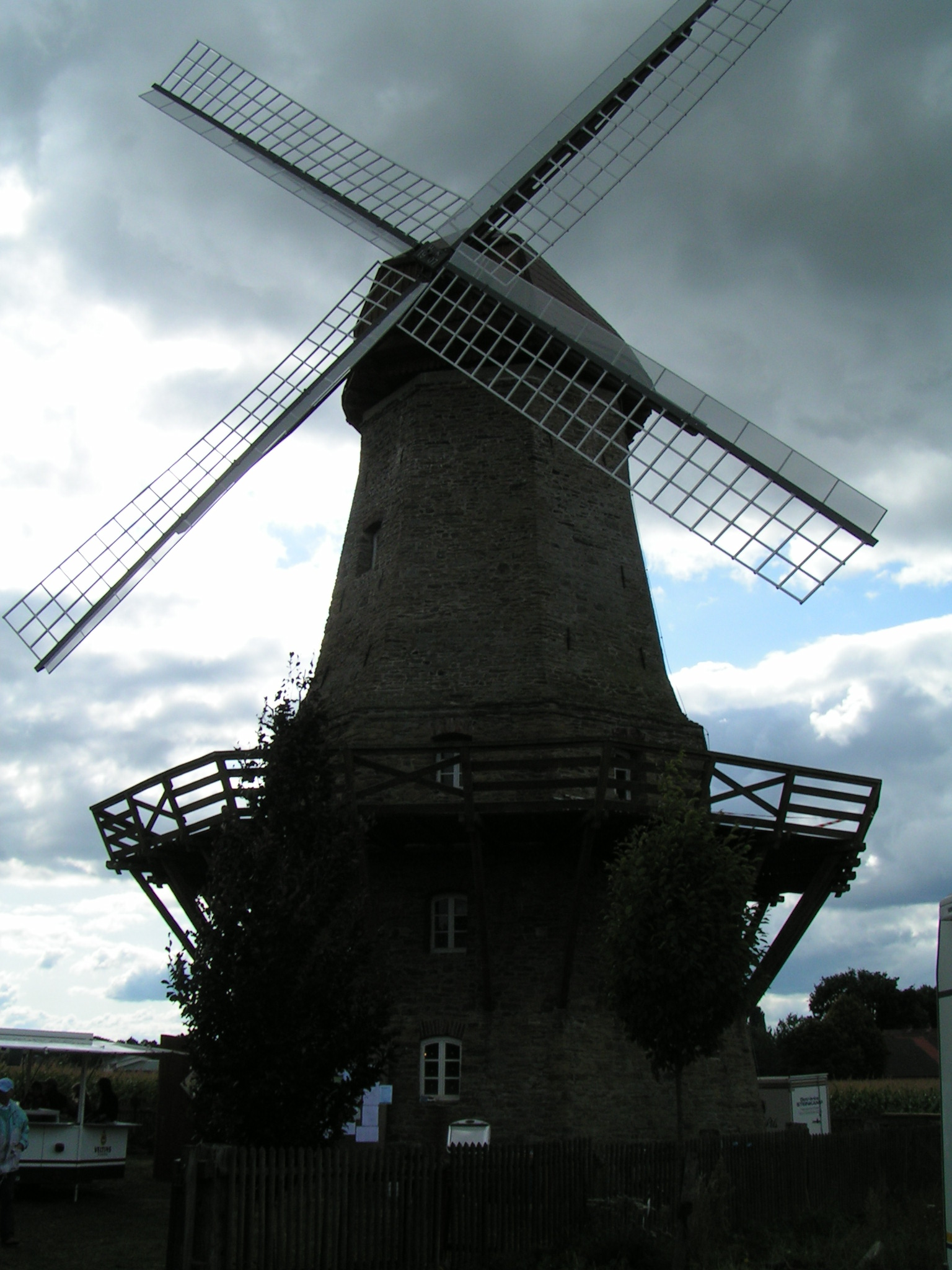
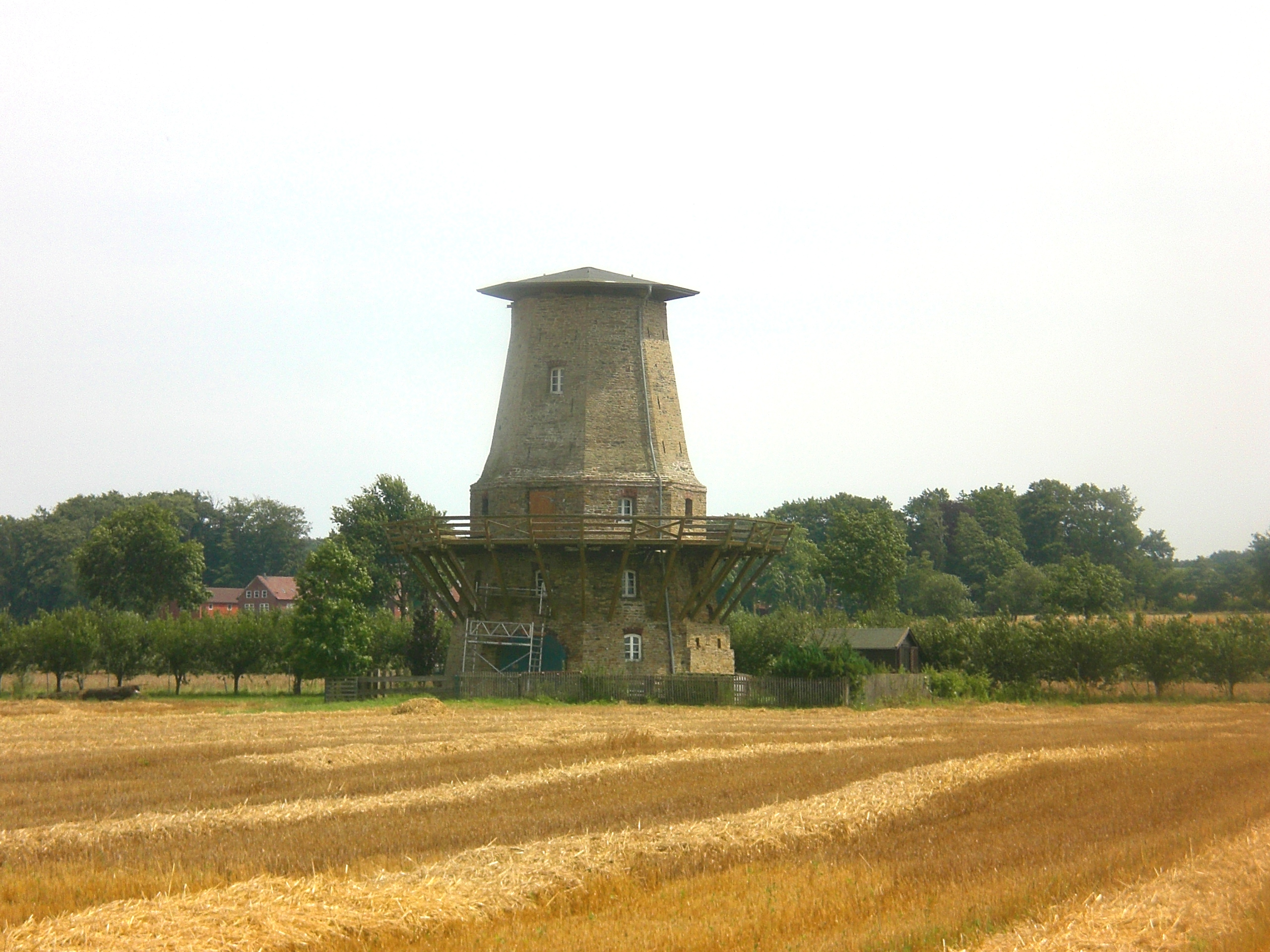
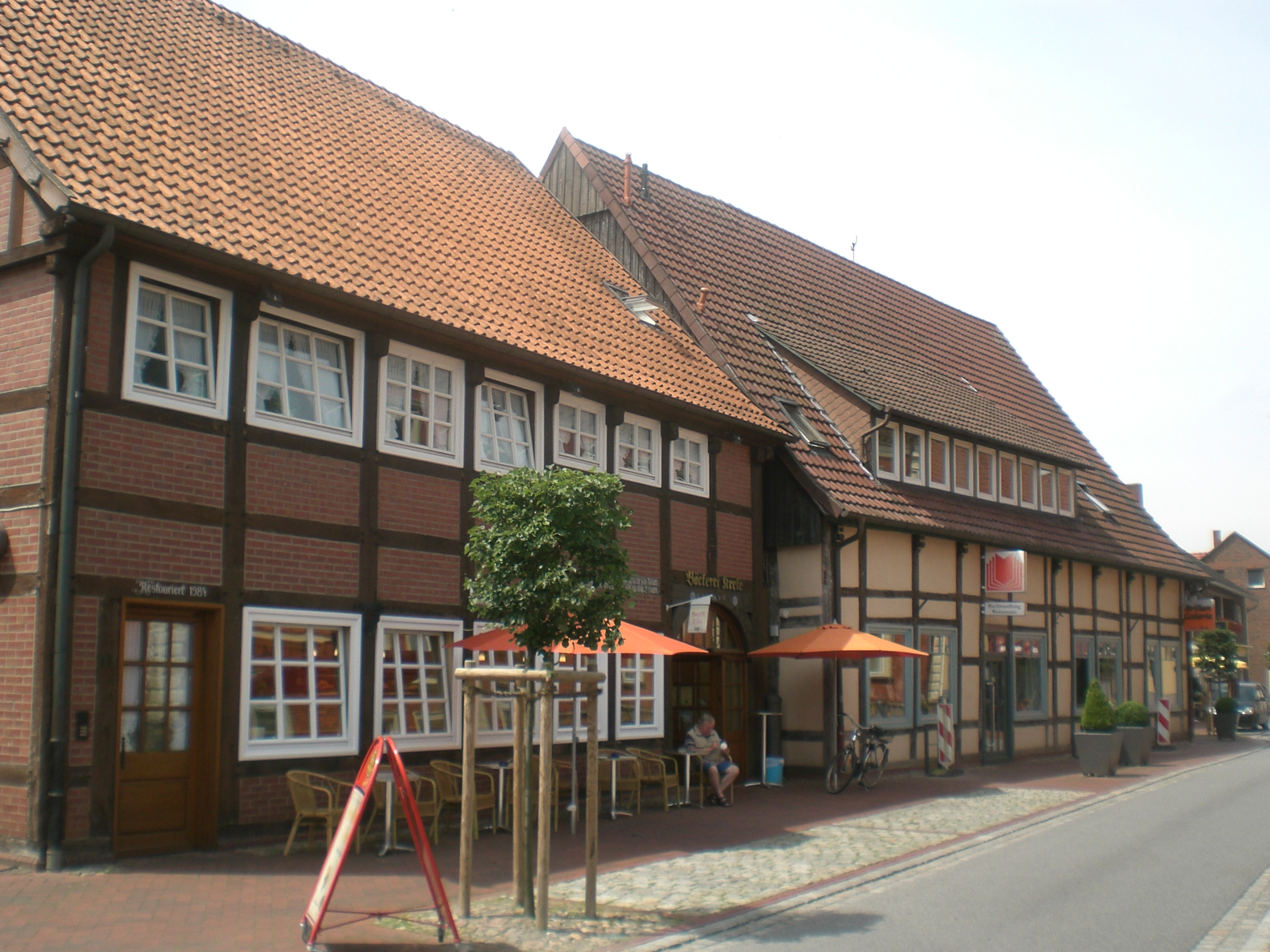
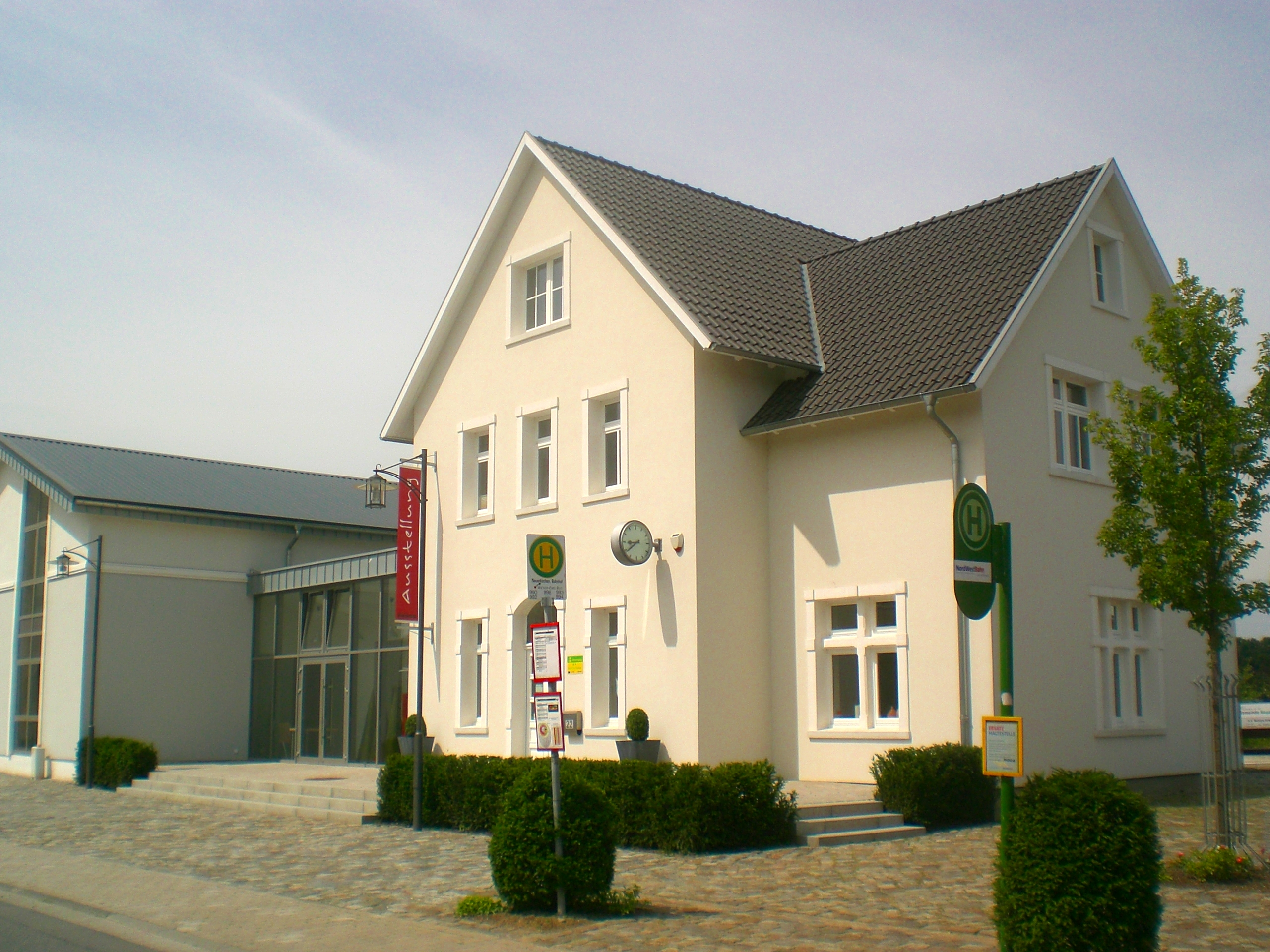
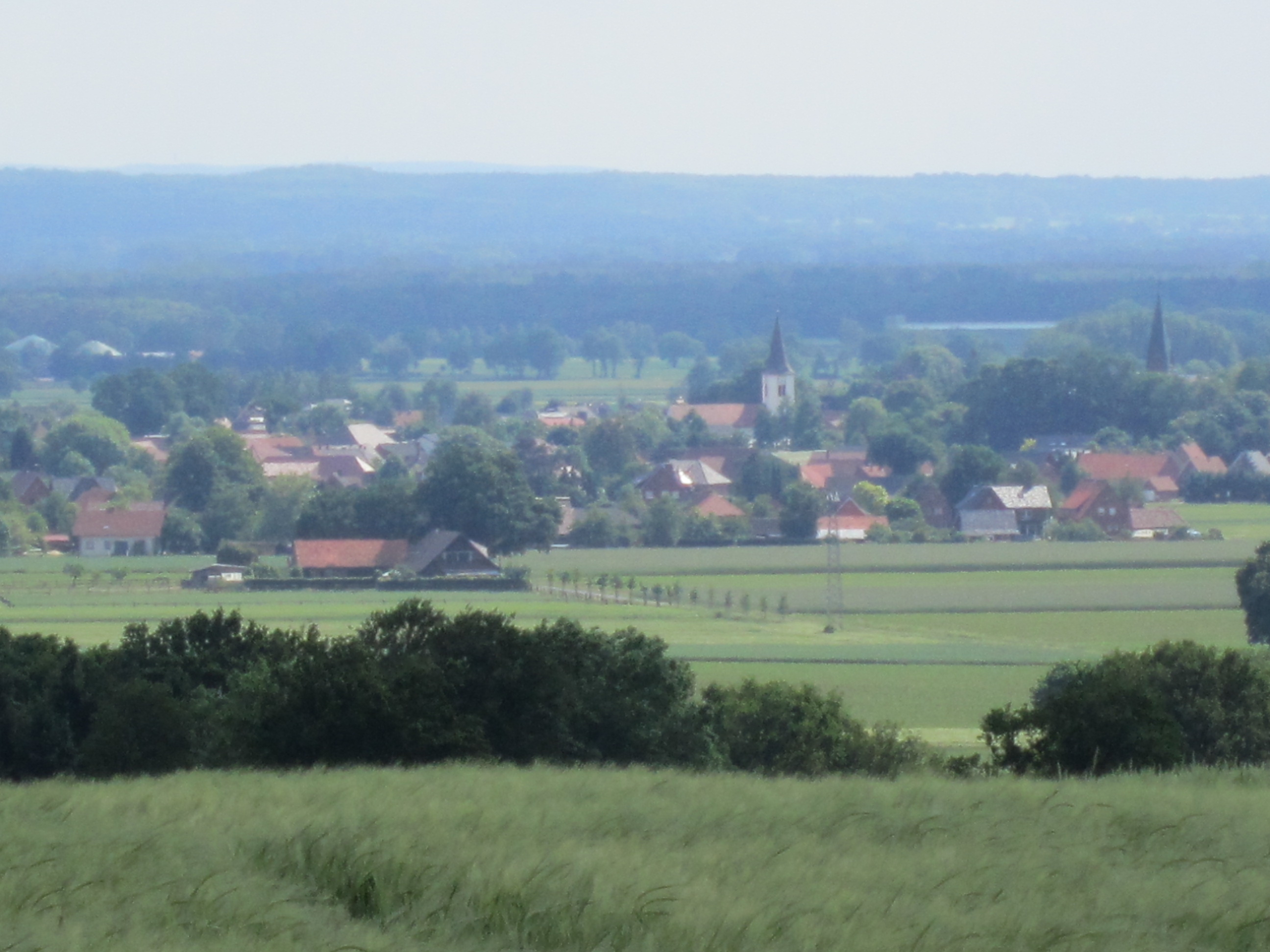
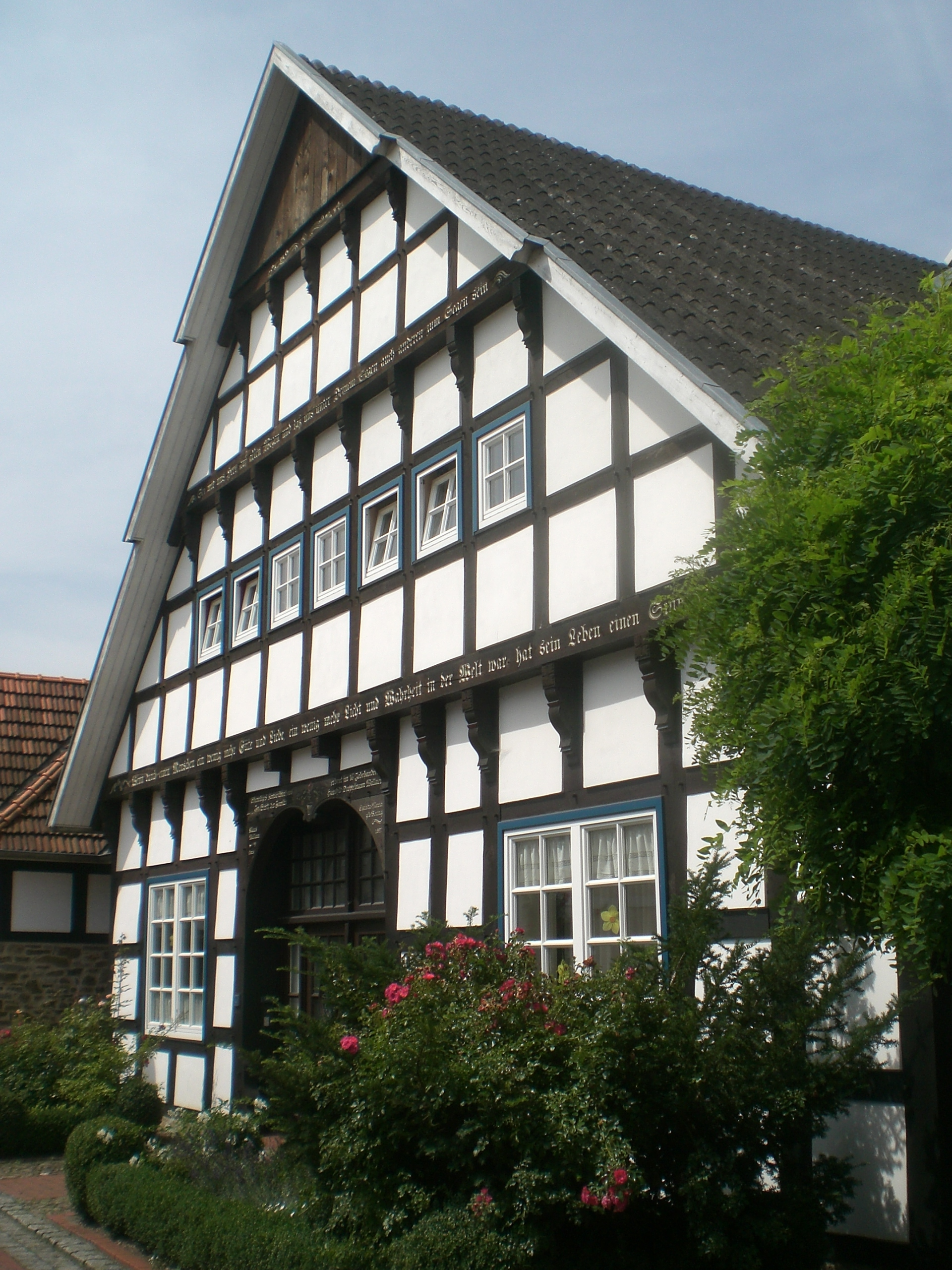
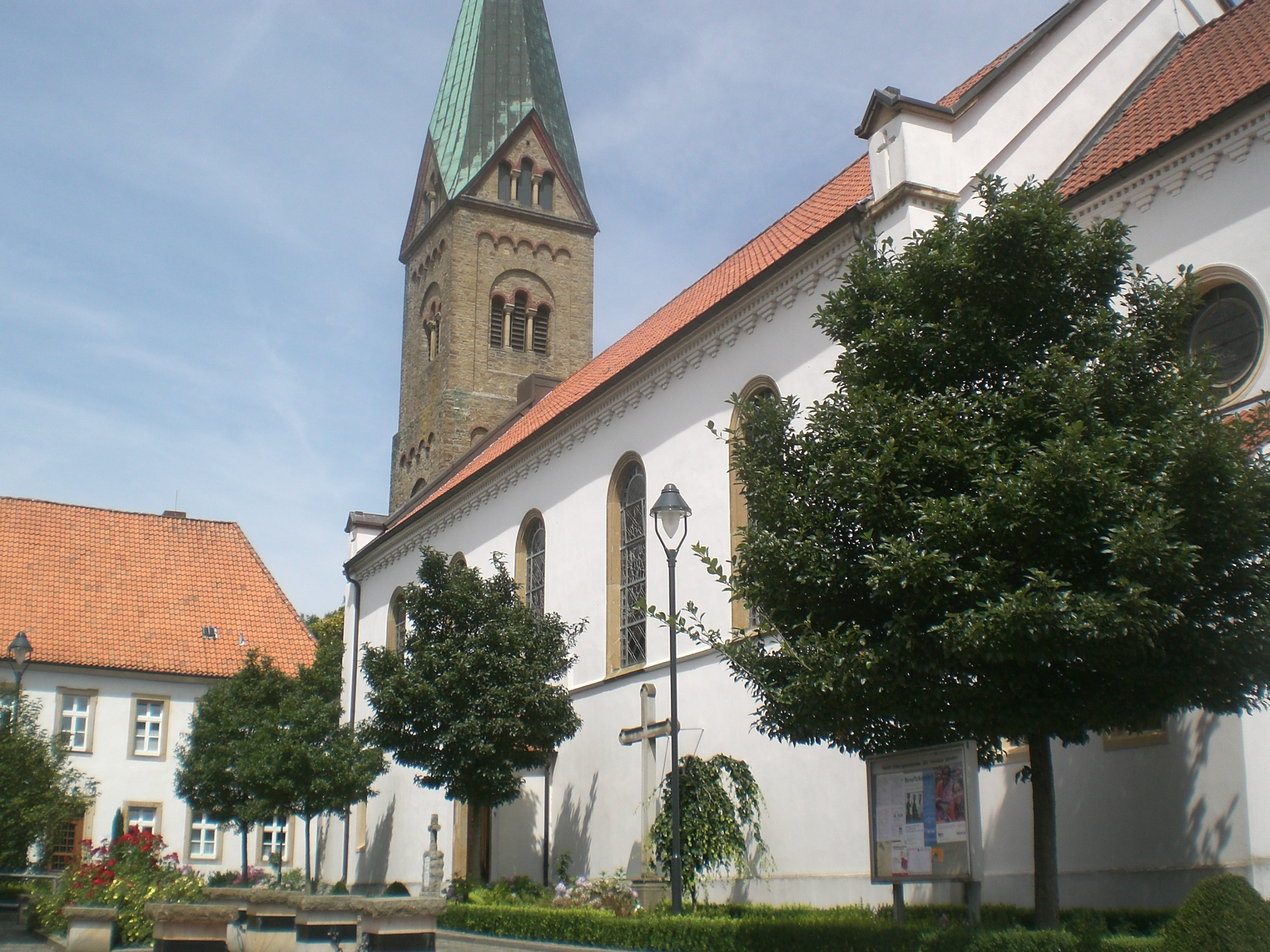
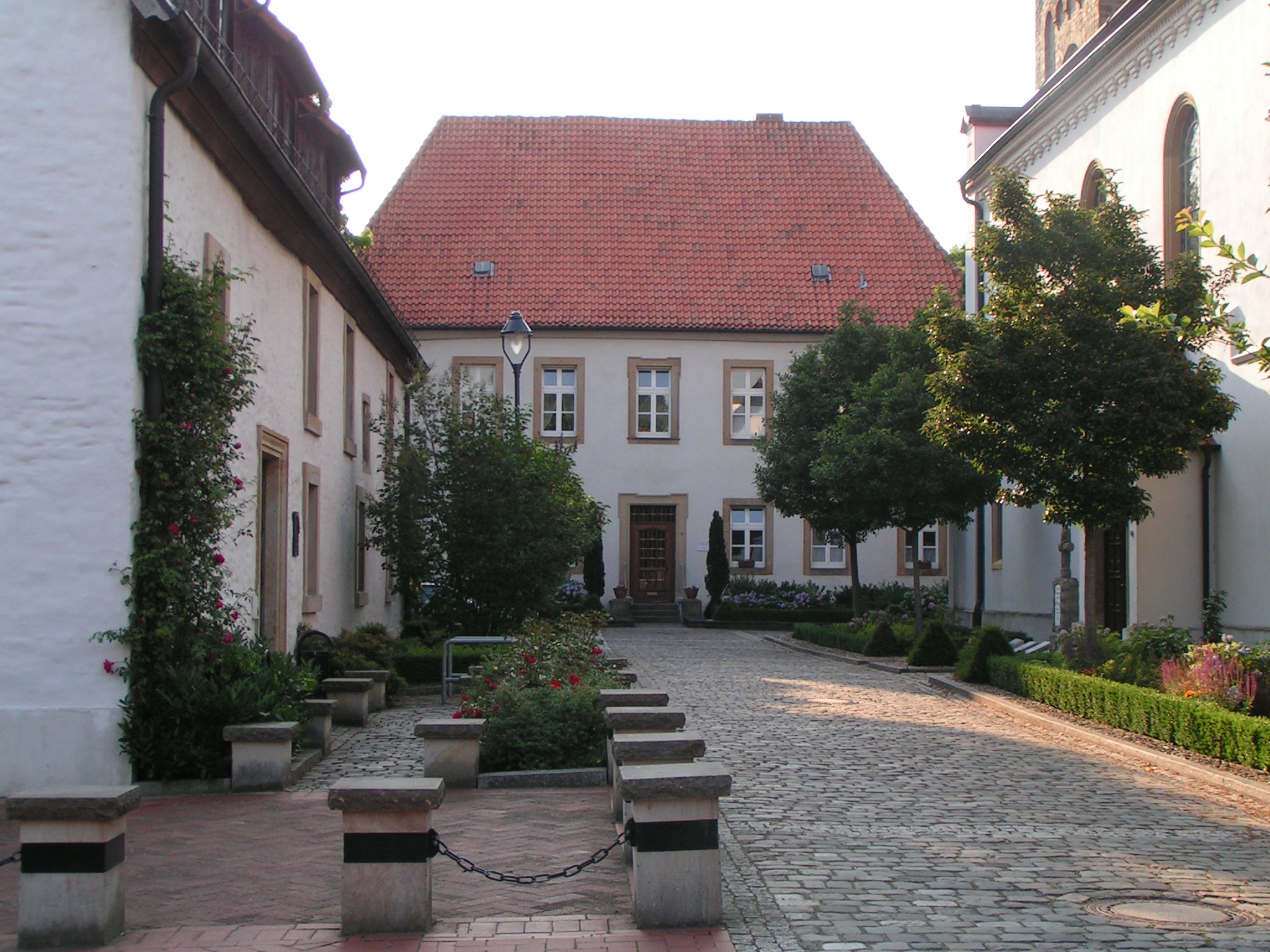
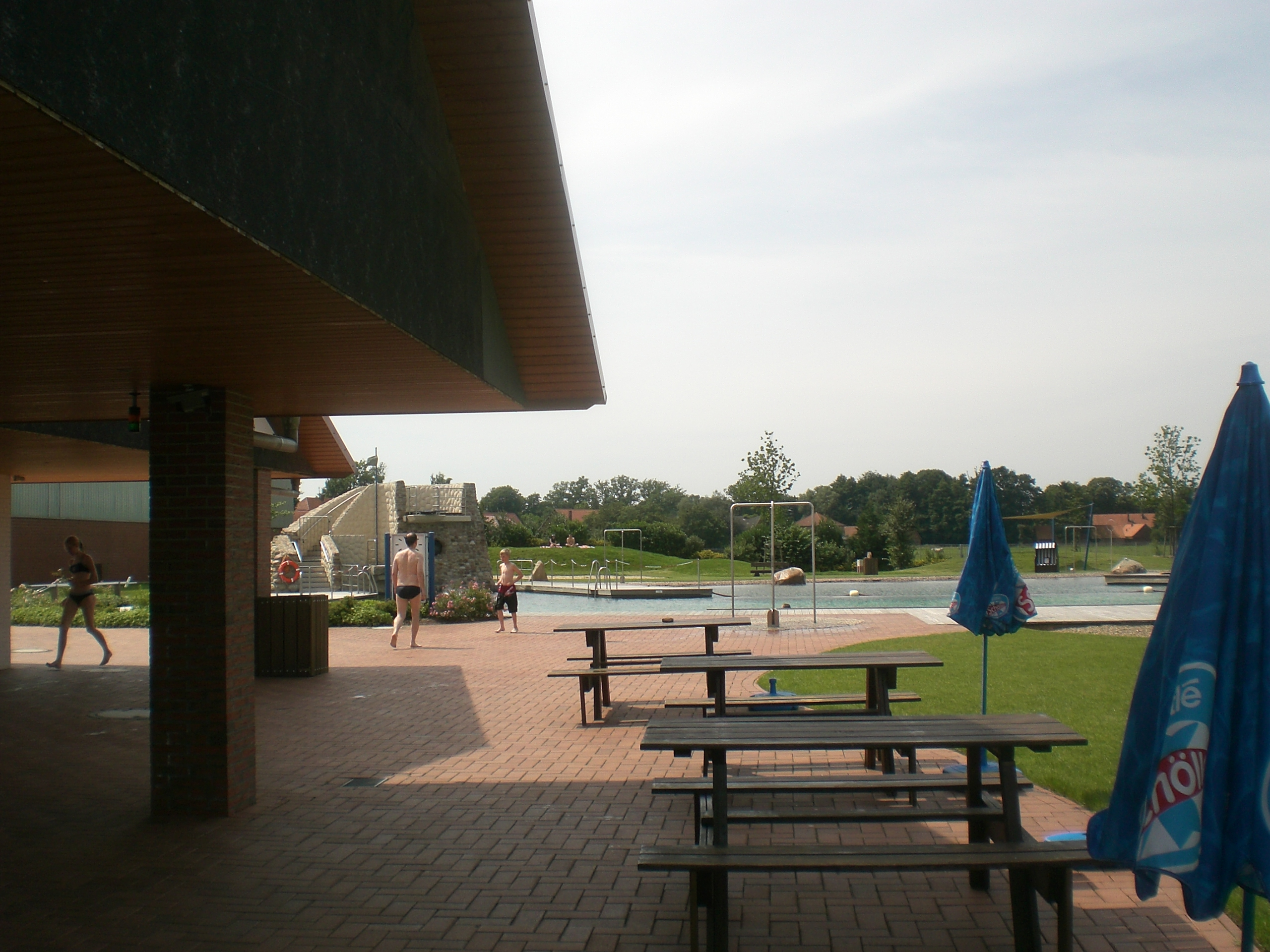